# 加工硬化
加工硬化（かこうこうか、英語: work hardening, strain hardening）とは、金属に応力を与えると塑性変形によって硬さが増す現象。ひずみ硬化とも呼ばれる。金属に応力を与えると結晶面に沿ってすべりが生じるが（塑性変形）、このすべりは結晶格子を構成する原子の配列に対し一様にズレるのではなく、歪みすなわち、転位を生み出す。転位は順次に結晶格子内を移動していくが、加工硬化を起こし易い金属あるいは合金では、加工を繰り返すことで転位密度が高まり、転位は解放されずに次第に蓄積して絡み合い、そのすべり面に対しての抵抗が徐々に増してくる。すなわち、冷間加工により変形が進む程、転位は増加・重層化（ポリゴン化）して抵抗が大きくなり硬さを増していくことになる。これが加工硬化である。この性質を利用して、加工材料の強度の向上をさせることができる。

## 加工硬化係数
加工硬化係数（またはひずみ硬化指数、n値）とは、絞り加工性の目安となる特性値である。降伏点以上の塑性域（これを均一塑性変形の領域と呼ぶ）における真応力σaと、ひずみεとの関係を近似させた時の指数 n で定義される。近似式は最も単純に、真応力σa と対数ひずみ{\displaystyle {\hat {\varepsilon }}}の関係式、
{\displaystyle \sigma _{a}=F{\hat {\varepsilon }}^{n}}
のn乗硬化則の他、鉄鋼材料によく合うSwiftの式、あるいはアルミニウムによく合うVoceの式などがある。近似式は材料による。
一般的なn値は0.15 - 0.45程度であり、代表的な軟らかい金属であるアルミニウムでは0.27、固い金属である18-8ステンレスでは0.50である。